# YUTA
YUTA（ユータ、1998年〈平成10年〉11月6日 - ）は、日本のヒューマンビートボクサー。

## 経歴
北海道旭川市出身。
16歳でヒューマンビートボックスバトルイベント「七変化 vol.2」出場を皮切りに様々なバトルイベントに出場。2018年8月に行われた「Japan Beatbox Championship 2018 北海道予選」優勝，2019年6月に行われた「Grand Boost Championship vol.3」優勝を飾る。
2019年10月に行われたダンスイベント「PetitoPaletteSapporo」でのダンサー「GENDAI」とのコラボレーションや，同年11月に行われた音楽イベント「Jazz Live」への出演など，ジャンルや分野の垣根を超えて活動している。

## ディスコグラフィ

### EP
2021年 『BIRTH』